# NGC 2665
NGC 2665 é uma galáxia espiral barrada (SBa) localizada na direcção da constelação de Hydra. Possui uma declinação de -19° 18' 12" e uma ascensão recta de 8 horas, 46 minutos e 00,8 segundos.
A galáxia NGC 2665 foi descoberta em 1886 por Frank Müller.